# Nolina parviflora
La palma soyate (Nolina parviflora) es una especie de planta con forma de palma y con rizoma perteneciente a la familia de las asparagáceas. Es una especie endémica de México. Nolina, nombre genérico otorgado en honor del botánico francés Abbé P. C. Y “parviflora” proviene del latín, que significa "con pequeñas flores”. Entre los nombres comunes que tiene están: sotol, palma soyate, borracho, palma, palmilla, y yuca. El nombre de sotol que es el más común proviene del vocablo náhuatl “tzotollin” y significa el dulce de la cabeza.

## Descripción
Nolina parviflora es una panta rosetófila arborescente, cuya altura varía de 4 a 5 m., sus tallos son erectos de 10 a 20 cm de diámetro, con 1 a 6 ramas. Las hojas pueden llegar a contarse hasta 150 a 200 por roseta que al madurar no se desprenden del tallo, su tamaño varía de 1 a 1.5 m de largo y de 0.8 a 2 cm ancho, son lanceoladas, su base es de 5 a 6 cm largo y 4 a 5 cm ancho, siendo ensanchada hacia la base, de ápice agudo, largamente estrecho, margen denticulado, de color verde-amarillentas, el haz y el envés son lisos.
Las inflorescencias son paniculadas, erectas, y de 1.5 a 3 m largo, con un pedúnculo de 1.5 a 2.5 cm de diámetro en la base, ramas primarias de 20 a 30 cm largo, numerosas, con pocas flores, hasta botones por nudo, desarrollándose generalmente dos y fructifica sólo una; las brácteas con aspecto de hoja, en la parte media de la inflorescencia mayores de 30 cm largo, en el ápice hasta 15 cm largo, adpresas y angostas; pedicelos, 7 a 12 mm largo, articulados en el primer tercio próximo a la base, en ocasiones muy cerca de ésta.
Las flores, son unisexuales; de tépalos libres, de 2.5 a 4 mm largo y 1.5 a 2.5 mm ancho, de forma elíptica o ensanchados hacia la bases; cuentan con seis estambres fértiles, libres, más cortos que los tépalos, y de hasta 3 mm de largo. Son flores pequeñas, la infloescencia a la distancia se ve blanco-amarillento.
Los frutos se dan en pequeñas cápsulas de 0.7 a 1.2 cm de largo, 0.9 a 1.4 cm de ancho, pericarpio delgado; semillas de 1 a 4 mm largo, y de 3 a  3.5 mm ancho, de color pardo, elipsoidales en forma de huevo, con ornamentación formada por líneas que forman una red. Esta especie florece de febrero a mayo y fructifica de abril a noviembre. Nolina parviflora soporta una temperatura  resistente a las heladas de hasta -10 °C.

## Distribución y hábitat
El género está compuestode 21 a 30 especies, todas presentes en México,y dos en el Valle de Tehuacán-Cuicatlán. Su distribución abarca desde los Estados Unidos hasta Centroamérica. Para el caso de Nolina parviflora, es una especie endémica de México, se le encuentra en la Cd. de México y los estados de Chihuahua, Durango, Hidalgo, Jalisco, Nayarit, Edo. de México, Michoacán, Oaxaca, Puebla, Veracruz y Zacatecas.
Se encuentra en bosques de encino, pino-encino y bosque tropical caducifolio, creciendo sobre laderas de montañas y barrancas, en suelos rocosos y arenosos. En elevaciones que van de 1800 a 2700 m s. n. m.

## Estado de conservación
Es una especie que no se encuentra bajo alguna categoría de protección en México, de acuerdo a la NOM-059- ECOL- SEMARNAT- 2010. Sin embargo, se considera como Vulnerable (VU) por la lista roja de la UICN.

## Taxonomía
Nolina parviflora fue descrita por (Kunth) Hemsl. y publicado en Biologia Centrali-Americana; . . . Botany 3(17): 372, en el año 1884.
Etimología
Nolina: nombre genérico otorgado en honor del botánico francés  Abbé P. C. Nolin, coautor del trabajo publicado 1755 Essai sur l'agricultura moderne.
parviflora: epíteto latíno que significa "con pequeñas flores".